# Oldřich Kothbauer
Oldřich Kothbauer (10. června 1905 Tišnov – 28. srpna 1942 Waldheim) byl technický úředník Zbrojovky Brno, nositel Československého válečného kříže 1939 „In memoriam“.

## Život
Narodil se jako druhorozený syn Františka, notářského koncipienta v Tišnově, a Boženy, rozené Kolářové, dcery měšťana z Bystřice nad Pernštejnem. Po roce první třídy v Předklášteří navštěvoval měšťanskou školu v Tišnově. V místním Sokole se věnoval běhu a cvičení na nářadí. V roce 1920 nastoupil do tříletého učení strojním zámečníkem u firmy Josefa Hejla v Tišnově a během učení docházel na všeobecnou živnostenskou pokračovací školu. Po vyučení pracoval v brněnské Zbrojovce. V roce 1926 se vrátil z vojenské prezenční služby u 305. dělostřeleckého pluku a započal večerní studia mistrovské školy strojnické na SPŠ v Brně, po jejímž absolvování nastoupil na místo technického úředníka u Akciové společnosti pro stavbu strojů a mostů v Adamově. Krátce působil jako řidič montážního vozu a montér u Vacuum Oil Company a vrátil se do Zbrojovky.
Byl sportovec, Slavii Brno reprezentoval jako vytrvalec.
Dne 16. února 1931 se v Brně oženil (civilní sňatek) s Josefou Neumannovou (1908–1990), dcerou železničáře, a nastěhoval se do domu jejich rodičů v Tišnově. V roce 1932 se jim narodil syn Oldřich, v roce 1938 dcera Jitka (provdaná Hochmanová).

## Činnost v odboji
Byl zapojen od dubna 1939 do Obrany Národa ve skupině Zbrojovka Brno, navázal spojení s odbojovou legionářskou skupinou v Tišnově a stal se jejím členem i s manželkou a jejím bratrem Karlem Neumannem. Podílel se na ilegálním vyvážení zbraní ze Zbrojovky a jejich skladů. Jeho zásluhou bylo v Tišnově, zejména na zahradě jejich domu, uschováno šest kulometů, šest vojenských pušek s patřičnými náboji, dvě bedničky granátů a různé bojové výbušniny. Již 24. srpna 1939 byl zatčen gestapem v souvislosti s výskytem protinacistických letáků v závodě. Byl vězněn ve věznici na Cejlu, později na Špilberku a ve věznici v Breslau. Po devíti měsících byl odeslán do věznice Moabit v Berlíně. Volksgerichtem („lidový soud“) v Berlíně byl odsouzen na tři roky káznice; prokázáno mu bylo pouze rozmnožování a rozšiřování letáků. Přes nejtěžší způsob mučení, měl přeražené ruce a nohy, zlámaná žebra, projevil nejvyšší statečnost a mlčením zachránil své druhy. Následně byl převezen do věznice ve Waldheimu. Zemřel na následky mučení při výsleších 28. srpna 1942.

### Vyznamenání
V uznání bojových zásluh, které získal v boji za osvobození republiky Československé z nepřátelského obsazení byl prezidentem republiky dne 15. prosince 1945 vyznamenám „In memoriam“ Československým válečným křížem 1939:
- 1945 –  Československý válečný kříž 1939, číslo matriky 14.113
- 28. října 2018 - společně s manželkou Josefou in memoriam uděleno Čestné občanství města Tišnov za protinacistickou činnost, manželka Josefa byla členkou Legionářsko-zbrojovácké odbojové skupiny Tišnov (schváleno na zasedání zastupitelstva dne 17. září 2018)

### Dokumenty

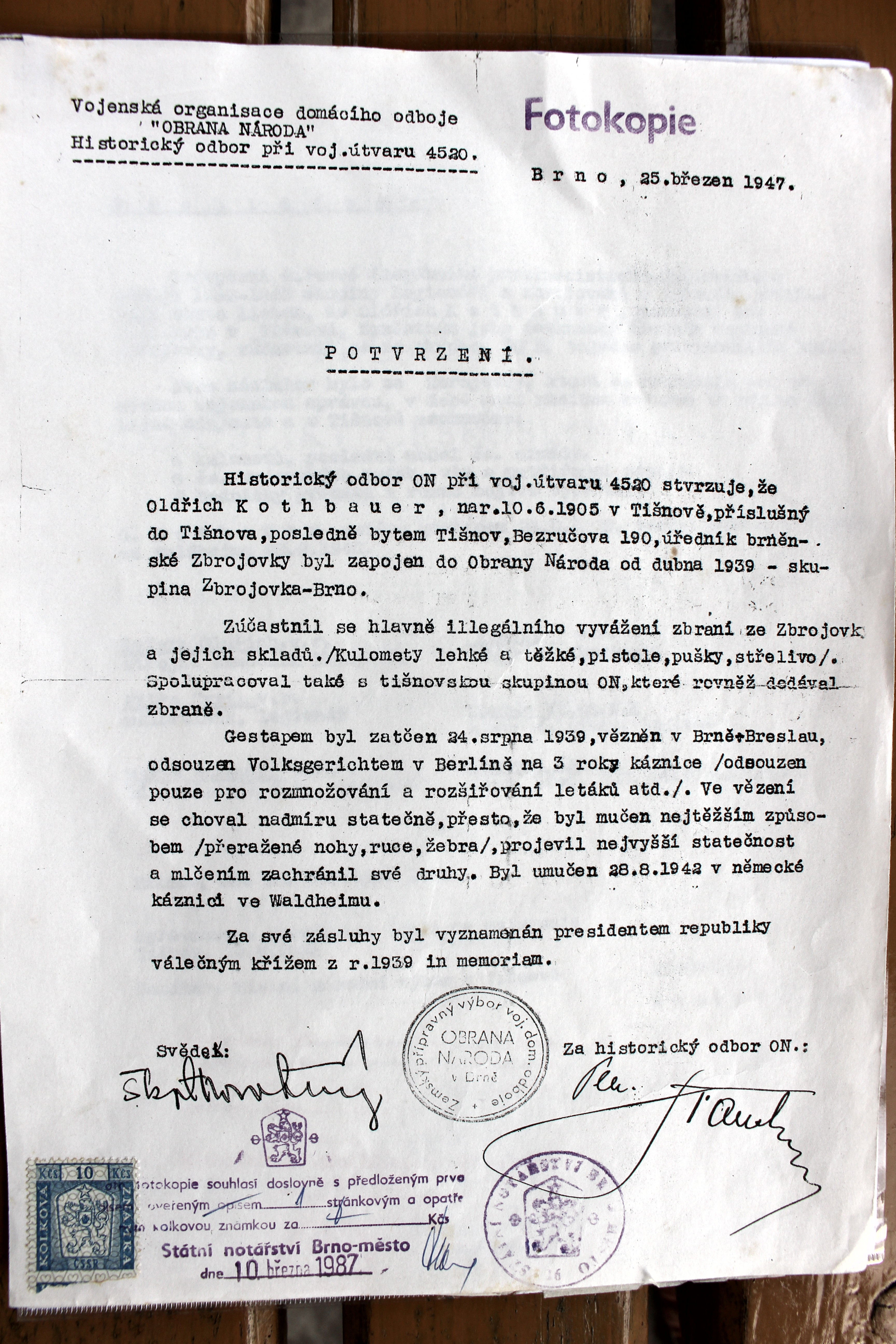
Potvrzení Obrany Národa
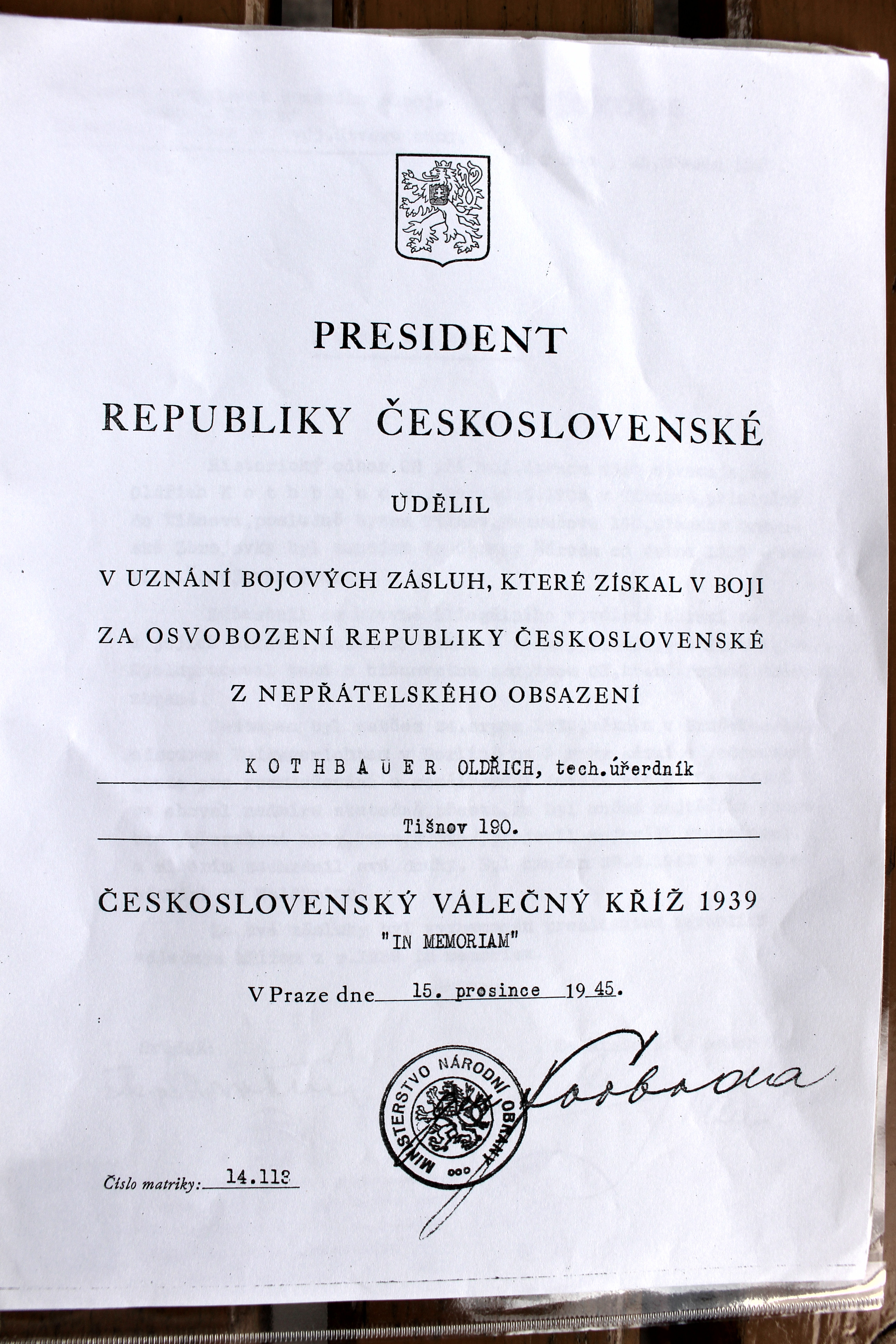
Udělovací listiny válečného kříže